# Nina Hagen Band (album)

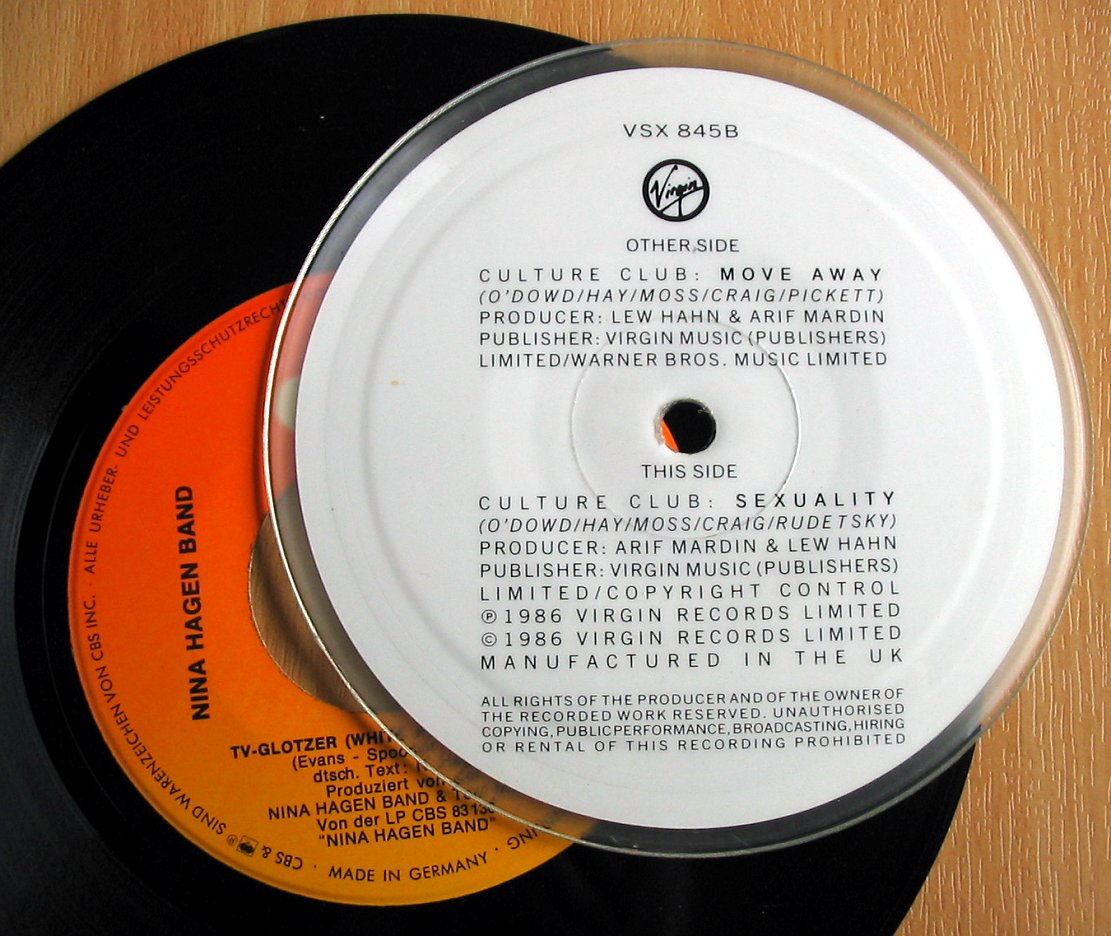
LP e CD del disco

Nina Hagen Band è il primo album della Nina Hagen Band, del 1978.

## Tracce
Tutti i testi sono di Nina Hagen; eccetto "Pank" di Hagen e (Ariane Forster)

Musiche come indicato
1. "TV-Glotzer" ("White Punks on Dope") (Bill Spooner, Michael Evans, Roger Steen) — 5:15
2. "Rangehn" (Bernhard Potschka) — 3:27
3. "Unbeschreiblich weiblich" (Manfred Praeker) — 3:30
4. "Auf'm Bahnhof Zoo" (Manfred Praeker, Reinhold Heil) — 5:25
5. "Naturträne" (Hagen)— 4:05
6. "Superboy" (Herwig Mitteregger) — 4:01
7. "Heiß" (Manfred Praeker, Bernhard Potschka, Herwig Mitteregger, Reinhold Heil) — 4:11
8. "Fisch im Wasser" (Hagen) — 0:51
9. "Auf'm Friedhof" (Bernhard Potschka, Herwig Mitteregger) — 6:15
10. "Der Spinner" (Herwig Mitteregger) — 3:15
11. "Pank" (Ariane Forster) — 1:45

## Formazione
- Nina Hagen - voce
- Manfred Praeker - basso, voce
- Bernhard Potschka - chitarra, voce
- Herwig Mitteregger - batteria, vibraphone
- Reinhold Heil - tastiere